# ماكس سيمون
ماكس سيمون (بالألمانية: Max Simon)‏ هو رياضياتي ألماني، ولد في 8 يونيو 1844 في كووبجك في بولندا، وتوفي في 15 يناير 1918 في ستراسبورغ في فرنسا.